# 바타비아 (수리남)
바타비아(네덜란드어: Batavia)는 수리남의 도시이다.